# Фёдоров, Архип Дмитриевич
Архи́п Дми́триевич Фёдоров (30 января [12 февраля] 1905, Крутец, Новгородская губерния — 1969, Мурманск) — советский государственный и политический деятель, председатель Новгородского (1949—1951) и Мурманского (1957—1959) областных исполнительных комитетов.

## Биография
Родился в Крутце в 1905 году. Член ВКП(б) с 1927 года.
С 1927 года — на общественной и политической работе: секретарь комитета ВЛКСМ огнеупорного завода, председатель заводского комитета, заведующий клубом, директор фабрично-заводского училища при комбинате «Красный керамик» (Ленинградская область).
С июня 1935 года — на партийной работе: инструктор Боровичского районного комитета ВКП(б), секретарь комитета ВКП(б) комбината «Красный керамик», 2-й секретарь Боровичского районного, 1-й секретарь Боровичского городского комитета ВКП(б). С июля 1944 по 1945 год — секретарь Новгородского обкома ВКП(б) по кадрам.
В 1948 году окончил Высшую партийную школу при ЦК ВКП(б).
С 24 ноября 1948 по октябрь 1949 года — 2-й секретарь Новгородского обкома ВКП(б). С сентября 1949 по 1951 год — председатель Исполнительного комитета Новгородского областного Совета. В 1952 году окончил курсы переподготовки при ЦК ВКП(б).
С ноября 1952 года работал в Мурманской области: инструктор Мурманского обкома КПСС, с марта 1953 — 1-й заместитель председателя, с 7 марта 1957 по 28 мая 1959 года — председатель Исполнительного комитета Мурманского областного Совета.
В последующем работал начальником Мурманского областного управления местной промышленности (1959—1963), начальником Мурманского областного управления промышленности продовольственных товаров (июнь 1963 — январь 1964).
В январе 1964 года вышел на пенсию.
Избирался депутатом (от Новгородской области) Совета Союза Верховного Совета СССР 3-го созыва (1950—1954), депутатом (от Мурманской области) Верховного Совета РСФСР 5-го созыва (1959—1963). Делегат XXI съезда КПСС (1959).
Умер в 1969 году. Похоронен в Мурманске на «старом» кладбище (захоронение 21).

## Награды
- орден Ленина (1943)
- медали:
  - «За трудовую доблесть» (1939)
  - «За оборону Ленинграда» (1944)
  - «За победу над Германией в Великой Отечественной войне» (1945)
  - «За доблестный труд в Великой Отечественной войне 1941-1945 гг.» (1946)
  - пять медалей за участие в ВДНХ, в том числе одна золотая (1955)[6].